# Palacio Duhau
El Palacio Duhau forma parte de los importantes edificios de la Avenida Alvear, ubicado en el número 1661, en el barrio de Recoleta de la Ciudad de Buenos Aires, Argentina. Desde 2006, funciona en él el hotel Palacio Duhau - Park Hyatt Buenos Aires.

## Historia

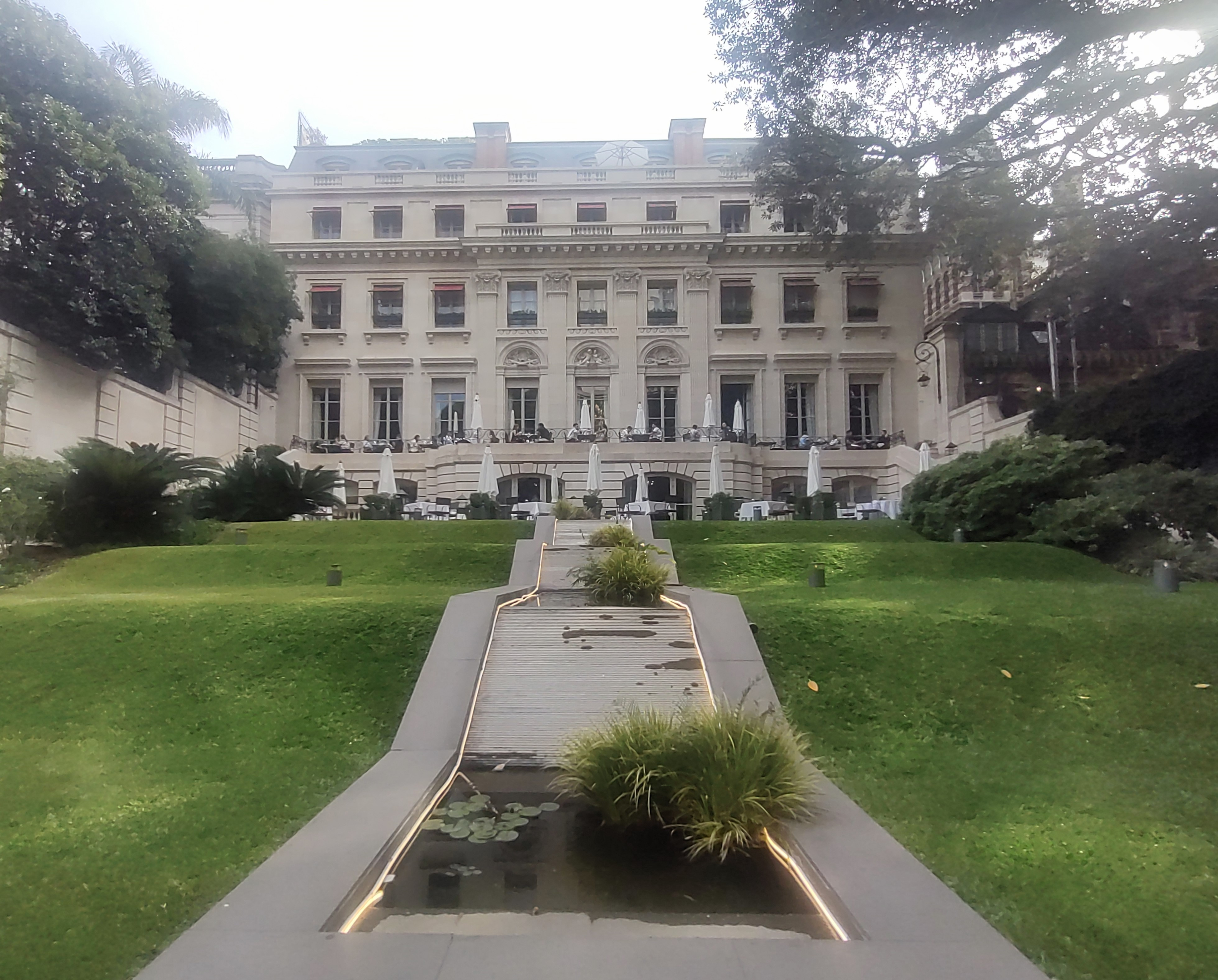
Jardín trasero

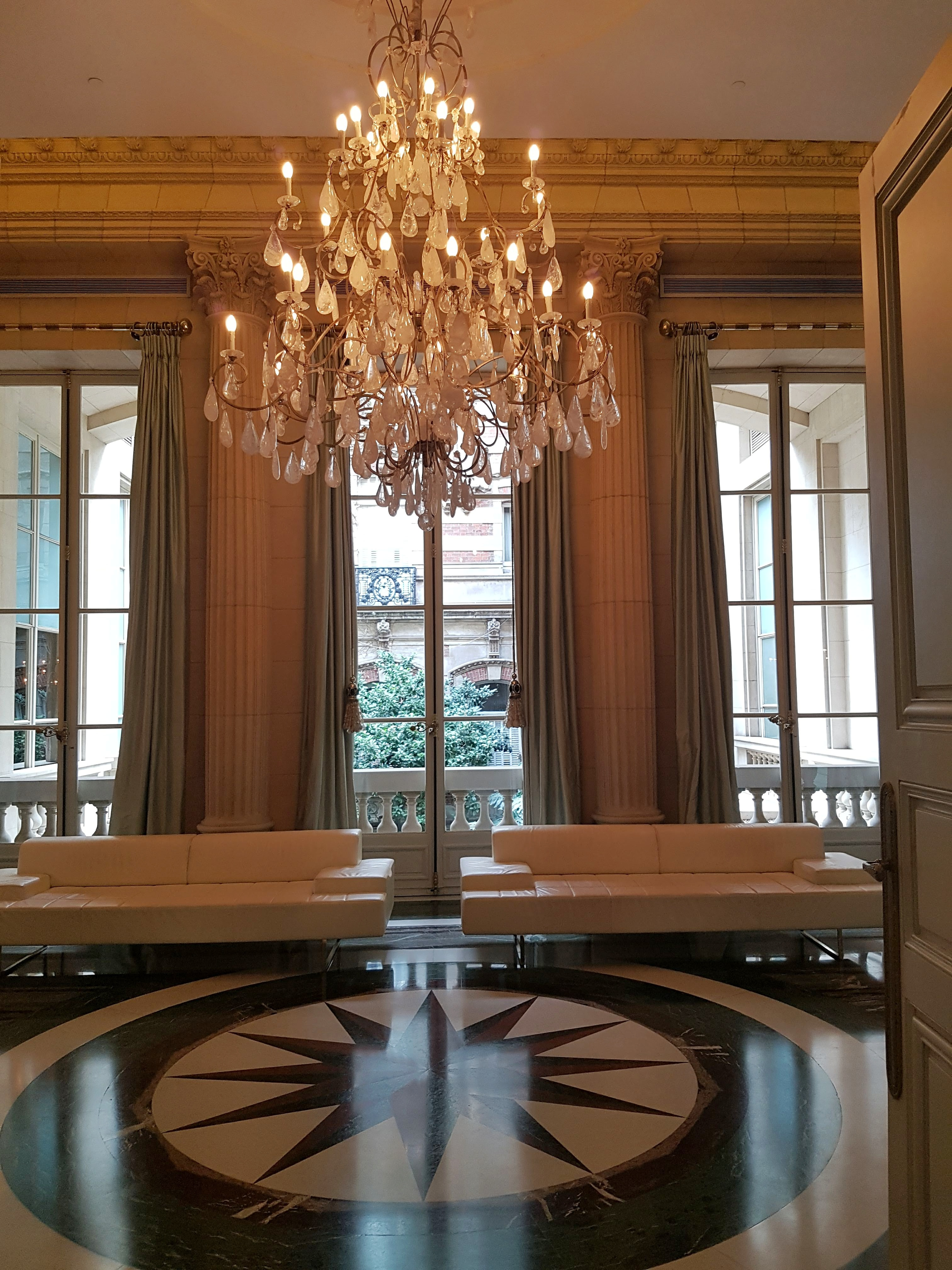
Uno de los salones

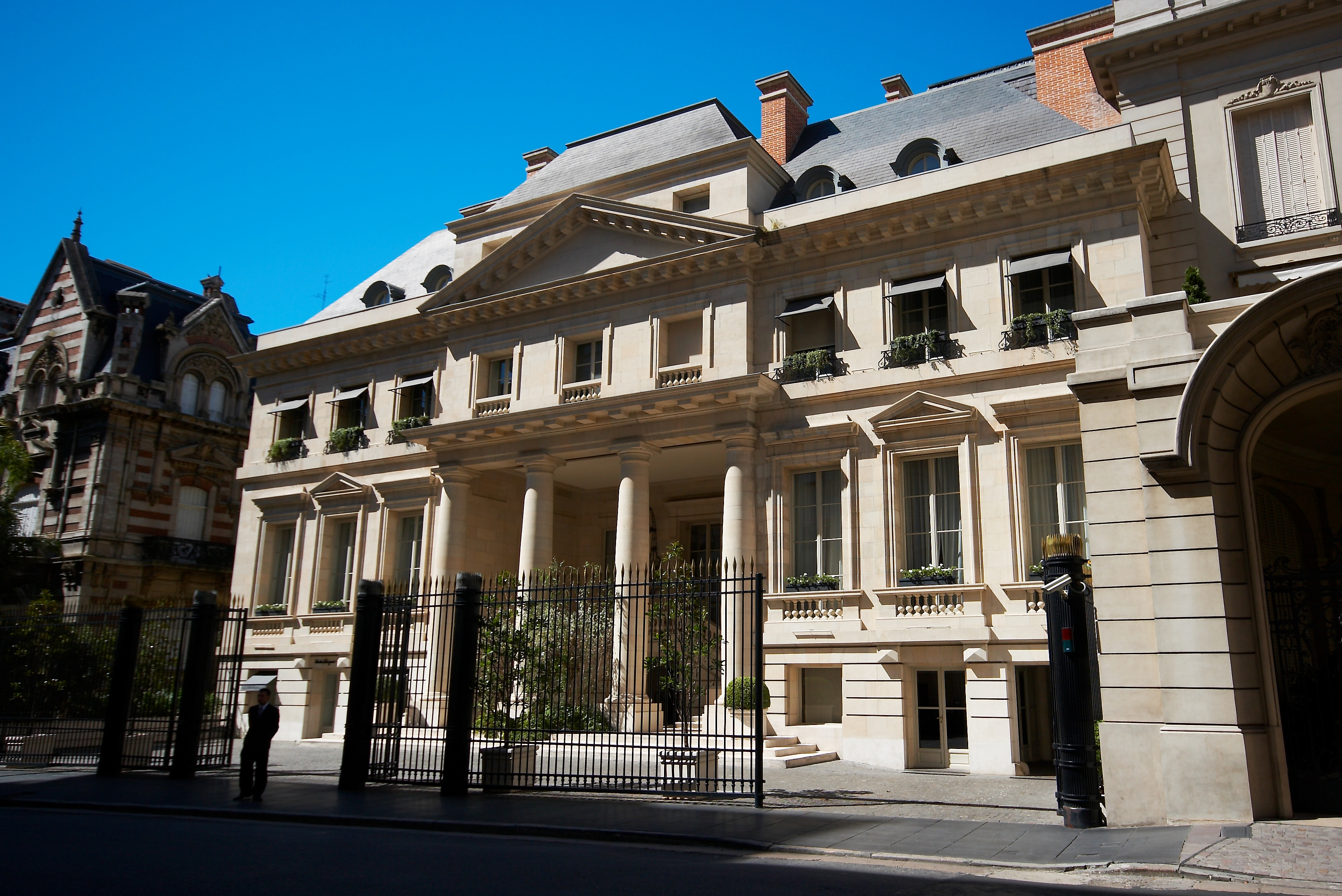
Vista del frente de día

Antiguamente había en este solar una gran residencia de dos plantas perteneciente a la familia de Teodoro de Bary. Había sido diseñada por el arquitecto Carlos Nordmann en 1898, y albergó en 1910 a la Infanta Isabel en su visita a Buenos Aires, con motivo de las festejos del centenario de la Revolución de Mayo. 
Este primitivo edificio fue demolido y el terreno lo adquirieron los hermanos Luis y Alberto Duhau quienes encargaron al Arq. León Dourge, a principios de la década de 1930, el proyecto del actual edificio. El palacio responde a líneas neoclásicas de influencia francesa. Está absolutamente inspirado en el Château du Marais (en Le Val-Saint-Germain, cerca de París) y fue construido con sillares de piedra reconstituida importados de Francia.
Su fachada académica organizada según un eje de simetría presenta tres cuerpos. El central, definido por cuatro columnas de doble altura que sostiene un frontis triangular, contiene el acceso al piso principal, ubicado en un nivel superior al que se llega por medio de dos escaleras. Los laterales son dos planos levemente retraídos con aventanamientos en los tres niveles, destacándose claramente los del piso principal por sus dimensiones y proporciones. El remate se materializa con una mansarda horadada por ventanas circulares. 
En la residencia vivieron hasta hace poco tiempo los descendientes de la familia Duhau. 
En la actualidad la propiedad fue comprada por un grupo inversor que encargó la construcción de un edificio que da a la calle Posadas y la refacción del Palacio para que funcione como un importante hotel cinco estrellas llamado Palacio Duhau - Park Hyatt Buenos Aires.
El mismo cuenta con 165 habitaciones y fue inaugurado el 12 de julio de 2006. Dentro del hotel hay 3 restaurantes y un bar. El Restaurante Duhau & Vinoteca, ubicado en el Palacio, ofrece cocina argentina sofisticada, con productos frescos de estación y preparaciones al grill. Gioia Restaurante & Terrazas deleita con cocina italiana moderna. Piano Nobile ofrece un all day menu de cocina más rápida, por más que siga siendo sofisticada y un servicio de té completo con blends originales. El Oak Bar ofrece una amplia variedad de habanos cubanos y dominicanos así como una gran variedad de los mejores licores y cocteles de Buenos Aires. Una de las particularidades de este hotel es la importancia que se le da al arte, ya que en el mismo se exhiben diversas obras entre las que se destacan La Ronda, de Guillermo Roux; Torso, del catalán Guerrero Medina; una pintura de Batlle Planas y una escultura de Bastón Díaz.